# Брандт, Рут
Рут Брандт (нем. Rut Brandt, урожд. Хансен (Hansen), в первом браке Бергауст (Bergaust); 10 января 1920, Хамар, Хедмарк — 28 июля 2006, Берлин) — норвежская и немецкая писательница, вторая супруга федерального канцлера Вилли Брандта.

## Биография

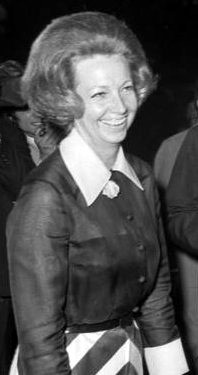
Рут Брандт. 1970

Отец Рут работал водителем в поместье Адлунгстад и умер, когда Рут было три года. Мать, которую Рут впоследствии описала как социалистку и христианку, после смерти мужа работала на молокозаводе и одна обеспечивала семью, в которой помимо Рут было ещё три сестры. Окончив школу, Рут в 15 лет устроилась продавщицей в булочную, затем работала служанкой и училась на портниху.
Рут считала себя социалисткой от рождения, в 16 лет она вступила в группу молодых социалистов, выступавших против угрожавшего Европе фашизма. После оккупации Норвегии немцами в 1940 году группа продолжила свою работу на нелегальном положении и издавала небольшую газету с последними политическими новостями. Когда в 1942 году группу разоблачили, Рут со своей старшей сестрой бежала в Швецию, где встретилась с другом и товарищем по борьбе Ольстадтом Бергаустом и вышла за него замуж в Стокгольме осенью 1942 года. Они оба работали в пресс-отделе норвежского посольства. Муж Рут умер в 1946 году от болезни лёгких.
Эмигрировавший из Германии Вилли Брандт присутствовал на свадьбе Бергаустов в 1942 году, но сблизились они в 1944 году. Несмотря на то, что оба были женаты, у них завязался серьёзный роман. В 1947 году Рут поехала вслед за Брандтом в Берлин и работала его секретарём в норвежской военной миссии, уволилась вместе с Брандтом в конце 1947 года. После развода Брандта в 1948 году они поженились. У супругов родилось трое детей: Петер (род. 1948), Ларс (род. 1951) и Маттиас (род. 1961).
После отставки Брандта с поста федерального канцлера жизненные пути Вилли и Рут Брандтов разошлись. Весной 1979 года Рут узнала об отношениях мужа с Бригиттой Зеебахер и подала на развод. После развода Рут продолжала активно участвовать в общественной жизни Бонна. На похоронах Вилли Брандта в октябре 1992 года Рут не присутствовала. В 2004 году Рут Брандт поселилась в доме престарелых в Берлине и умерла в 2006 году после продолжительной болезни. Похоронена на Целендорфском лесном кладбище в Берлине.

## Сочинения
- Freundesland. Erinnerungen. Hoffmann und Campe, Hamburg 1992, ISBN 3-455-08443-5. (Rut Brandts Autobiographie, zugl. Biographie von Willy Brandt für den Zeitraum 1944—1974)
- Wer an wen sein Herz verlor. Begegnungen und Erlebnisse. 1. Aufl., List Verl., München 2003 List-Taschenbuch, 60348), ISBN 3-548-60348-3.